# 血咒之城：月之詛咒
《血咒之城：月之詛咒》（官方译为）是一款由Inti Creates公司开发并发行的平台游戏， 於2018年5月份公布並在同月推出。 該作與ArtPlay公司在2019年推出的遊戲《血咒之城：暗夜儀式》同步製作，屬於同類型之8位元畫風的遊戲。故事為《血咒之城：暗夜儀式》前傳性質的解說，遊戲共有六種結局，以男主斬月為基礎。涉及各種玩家決定的劇情分支、遊戲背景與《暗夜儀式》不盡相同。故事中可操控登場共四位，分別是斬月，米莉安, 阿爾弗雷德和吉貝爾。
根據2019年2月公開的遊戲預告，斬月亦會登場於本傳遊戲《血咒之城：暗夜儀式》，並且為主要角色。
2020年6月，公布了续作《血污：月之诅咒2》（Bloodstained: Curse of the Moon2）。